# ゴンサロ・ピネダ
ゴンサロ・ピネダ（Gonzalo Pineda Reyes、1982年10月19日 - ）は、メキシコの元サッカー選手。元メキシコ代表。ポジションはミッドフィールダー。

## 経歴
2004年8月にU-23メキシコ代表としてアテネオリンピックに出場。2004年9月にメキシコA代表デビュー。2006 FIFAワールドカップのメンバーにも選出され、全4試合に出場した。2008年までに45試合に出場、1得点をあげた。

## 代表歴

### 出場大会
- メキシコ代表
  - 2006 FIFAワールドカップ

### 試合数
- 国際Aマッチ 45試合 1得点（2004年-2008年）[1]

| メキシコ代表 | 国際Aマッチ | 国際Aマッチ |
| 年           | 出場        | 得点        |
| ------------ | ----------- | ----------- |
| 2004         | 6           | 0           |
| 2005         | 18          | 1           |
| 2006         | 10          | 0           |
| 2007         | 8           | 0           |
| 2008         | 3           | 0           |
| 通算         | 45          | 1           |